# Yakir Arbib
Pour les articles homonymes, voir Arbib.
Yakir Arbib, né le 6 mars 1989 à Jérusalem, est un pianiste de jazz de nationalité israélo-italienne, né avec une déficience visuelle.

## Biographie
Yakir Arbib commence à jouer du piano à l'âge de quatre ans. À sept ans, il entre au conservatoire de Tel Aviv où il étudie le piano classique, ainsi que la flûte baroque, la trompette et le jeu en ensemble. À 14 ans, le professeur de piano du conservatoire le remarque et lui donne des leçons.
En 2004, il est admis à la Thelma-Yellin Highschool of the Arts de Tel Aviv où il continue d'apprendre le jazz. Il étudie également au Berklee College of Music, d'où il sort diplômé cum laude en composition et interprétation en 2013.
Lorsqu'il remporte le premier prix Massimo Urbani en 2008, il signe avec la maison de disque Philogy Jazz Records (Lee Konitz, Chet Baker, Phil Woods…). À 19 ans, en 2009, il publie Portrait, un premier album en trio.
En 2008, il rencontre à Rome le batteur italien Roberto Giaquinto, avec lequel il forme un duo. Après avoir tous deux étudié au Berklee College of Music, ils s'installent à Boston et continuent de jouer ensemble.
Yakir Arbib se concentre ensuite sur la musique classique. Il compose et joue ses propres pièces, qui sont également interprétées par des ensembles prestigieux : Alea III (en), l'orchestre symphonique de Jérusalem, Triple Helix Piano Trio et le Stradivari String Sextet,.
En 2016 paraît Radio Intro: Sketches on the Radio, un album avec le batteur Roberto Giaquinto. La musique, totalement improvisée, est enregistrée pendant une tournée du duo au Canada.
En 2018, il sort Babylon, un album d'improvisations autour de la musique de Brahms, Bach, Stravinsky, Bartók, Schubert, Paganini ou Chopin.
My name is Yakir, sorti en 2019, est salué par la critique (Télérama, France Musique).

## Récompenses
Yakir Arbib remporte plusieurs prix internationaux, dont le Massimo Urbani International Jazz Award en 2008 et le second prix du Concours international de piano jazz du Montreux Jazz Festival en 2015, où il est « le pianiste le plus original ».
Il a été à quatre reprises lauréat de la Fondation culturelle israélo-américaine pour les jeunes talents (2006-2009).
En 2019, il est lauréat à la Cité internationale des arts à Paris.

## Style
Né avec une déficience visuelle et synesthète, Yakir Arbib voit les tons musicaux en couleur. Il a également l'oreille absolue.
Grand virtuose, il est parfois surnommé « le roi de l'improvisation ».
Dans le domaine de la musique classique, il met également l'improvisation au centre.

## Discographie
- 2009 : Portraits (Philogy Jazz Records)
- 2016 : Radio Intro: Sketches on the Radio, en duo avec Roberto Giaquinto[4]
- 2018 : Babylon (Warning Records)
- 2019 : My Name is Yakir (JMS Productions)
- 2021  : Three Colours  (JMS Productions)